# Medalles del Cercle d'Escriptors Cinematogràfics de 1959
La cerimònia de lliurament de les medalles del Cercle d'Escriptors Cinematogràfics de 1959 va tenir lloc el 27 de febrer de 1960. Va ser el quinzè lliurament d'aquestes medalles atorgades per primera vegada catorze anys abans pel Cercle d'Escriptors Cinematogràfics (CEC). Els premis tenien per finalitat distingir als professionals del cinema espanyol i estranger pel seu treball durant l'any 1959. L'esdeveniment es va celebrar a l'Hotel Wellington de Madrid i va comptar amb la presència del director general de Cinematografia José María Muñoz Fontán, el cap del Sindicat Nacional de l'Espectacle Gómez Ballesteros i el director general de Premsa Adolfo Muñoz Alonso.
Es van lliurar vint-i-un premis, un menys que en l'edició anterior. Es va suprimir la medalla al millor llibre i es van tornar a refondre en un només els dos premis a la millor fotografia, que durant tres anys va distingir el color i el blanc i negre. D'altra banda, es van concedir excepcionalment premis a dos intèrprets lírics— Alfredo Kraus i Ana María Olaria— per sengles treballs cinematogràfics. El gran triomfador va ser el film El Lazarillo de Tormes, que va obtenir quatre medalles, entre elles les de millor pel·lícula i millor director.

## Llista de medalles
| Categoria                      | Premiat                                    | Labor premiada           |
| ------------------------------ | ------------------------------------------ | ------------------------ |
| Millor pel·lícula              | El Lazarillo de Tormes                     | pel·lícula               |
| Millor director                | César Fernández Ardavín                    | El Lazarillo de Tormes   |
| Millor actriu principal        | Mary Carrillo                              | El pisito                |
| Millor actor principal         | Javier Escrivá                             | Molokai                  |
| Millor actriu secundària       | Isabel Garcés                              | Una gran señora          |
| Millor actor secundari         | Rafael Alonso                              | El baile                 |
| Millor fotografia              | Manuel Berenguer                           | El Lazarillo de Tormes   |
| Millor música                  | Salvador Ruiz de Luna                      | El Lazarillo de Tormes   |
| Millors decorats               | Enrique Alarcón                            | ¿Dónde vas, Alfonso XII? |
| Millor argument original       | Luis García Berlanga                       | Los jueves, milagro      |
| Millor guió                    | Jaime García-Herranz                       | Molokai                  |
| Millor labor literària         | Vicente Pineda                             |                          |
| Millor pel·lícula estrangera   | Mi tío                                     | pel·lícula               |
| Premi Jimeno                   | Isidoro M. Ferry Marco Ferreri (Directors) | El pisito                |
| Millor labor periodística      | Víctor Andresco                            |                          |
| Millor curtmetratge            | Sorolla, pintor de la luz                  | De Manuel Domínguez      |
| Millor actriu estrangera       | Susan Hayward                              | Mañana lloraré           |
| Millor actor estranger         | O. W. Fischer                              | Seguiré tu camino        |
| Millor director estranger      | Alfred Hitchcock                           | Labor de conjunt         |
| Premi especial cantants lírics | Ana María Olaria Alfredo Kraus             | Música de ayer Gayarre   |